# ジェイミー・フォックス
ジェイミー・フォックス（Jamie Foxx）こと、エリック・マーロン・ビショップ（Eric Marlon Bishop, 1967年12月13日 - ）は、アメリカ合衆国の俳優であり、シンガーソングライター、コメディアン、テレビ司会者、レコードプロデューサーである。

## プロフィール

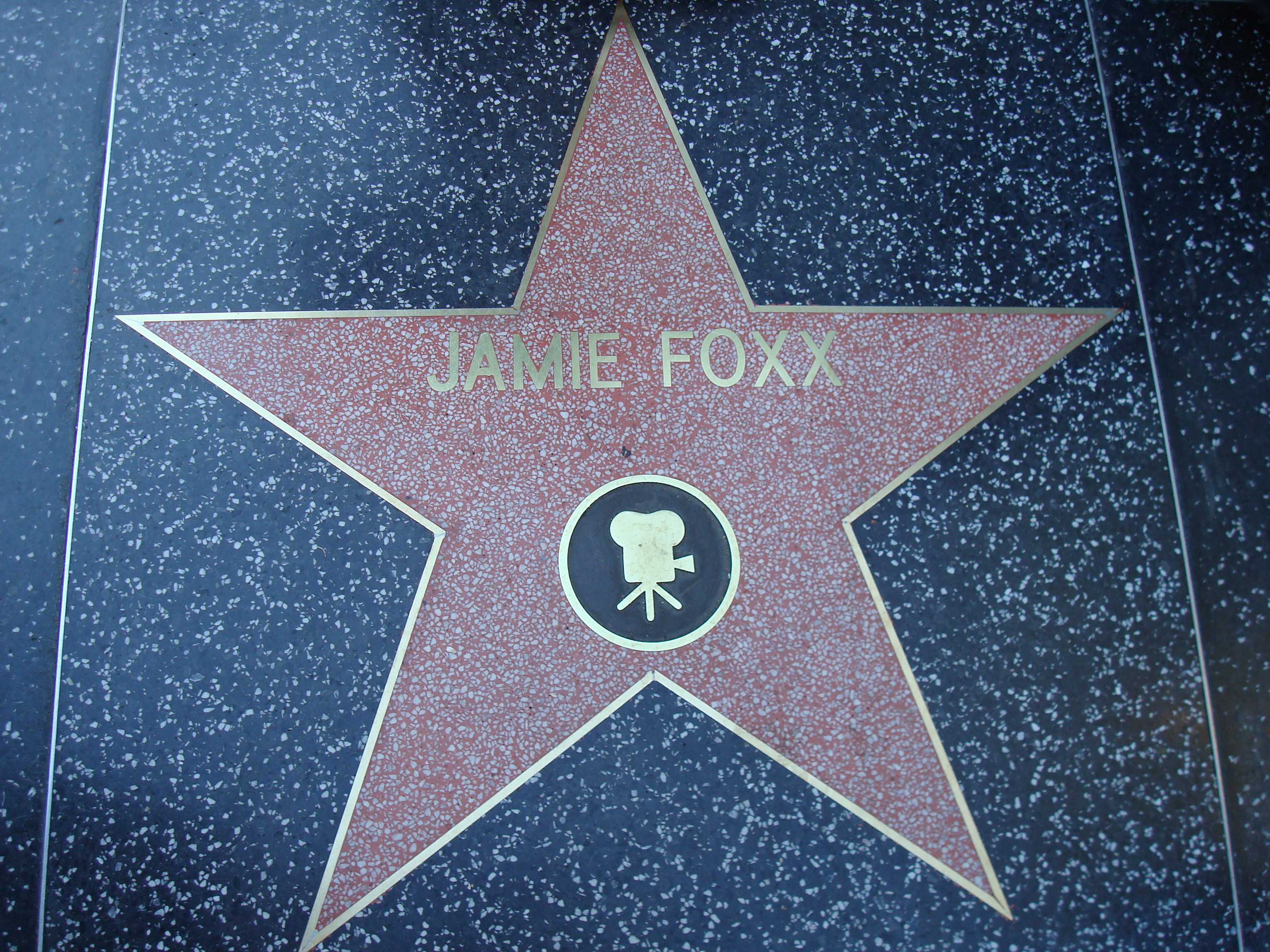
ハリウッド・ウォーク・オブ・フェームに刻まれたジェイミー・フォックスの名前

出生時の名前はEric Marlon Bishop。祖父母に育てられ、3歳からはピアノを習い始めた。高校時代にはアメリカンフットボールのクォーターバックとして活躍。大学では音楽を専攻し、ジュリアード音楽院でピアノも学んだが、卒業後はコメディアンとしての道を歩み始めた。 "ジェイミー・フォックス”という芸名を使い始めたのはこの頃で、ステージで出番を待っていると女性コメディアンが先に呼び出されることが多いことに気が付き、名前では性別を判別しにくい”Jamie”を選んだという。Foxxは尊敬するコメディアンのレッド・フォックスからもらった。
1996年から2001年までテレビでシチュエーション・コメディ『ザ・ジェイミー・フォックス・ショー』に出演、広く人気を博した。
2004年に公開された、トム・クルーズ主演映画『コラテラル』でアカデミー助演男優賞にノミネートされた。同年、フォックスは伝記映画『Ray/レイ』でレイ・チャールズを演じ、アカデミー賞、BAFTA、映画俳優組合賞、クリティクス・チョイス・アワード、ゴールデングローブ賞の主演男優賞を受賞した。
フォックスは、バリー・フィッツジェラルドとアル・パチーノに次いで、同じ年に『コラテラル』と『レイ』という2つの異なる映画で2つの演技で、オスカーにノミネートされた史上3人目の男性となった。2005年、フォックスは映画芸術科学アカデミーに招待された。
フォックスは2005年12月にセカンドスタジオアルバム「Unpredictable」をリリースした。初週に598,000枚を売り上げて2位に初登場し、翌週には1位に上昇し、さらに200,000枚を売り上げた。このアルバムは米国で198万枚を売り上げ、RIAAによってダブルプラチナに認定された。このアルバムはUKアルバムチャートにもチャートインし、最高9位を記録した。フォックスは、フランク・シナトラ、ビング・クロスビー、バーブラ・ストライサンドに続き、「俳優役でアカデミー賞を受賞し全米No.1アルバムを達成」した4人目のアーティストとなった。
結婚はしていないが1994年と2009年に娘が生まれている。

## ディスコグラフィ
- アルバム
  - Peep This（1994年）
  - Unpredictable（2005年）
  - Intuition（2008年）
  - Hollywood: A Story of a Dozen Roses（2015）

他にもカニエ・ウェスト、トゥイスタ、50セント、T.I.、ザ・ゲーム、リュダクリスなどのアルバムに参加。

## 出演作品
※太字表記は主演。

### 映画
| 年   | 題名                                                                        | 役名                                             | 備考 | 吹替                            |
| ---- | --------------------------------------------------------------------------- | ------------------------------------------------ | --- | ------------------------------- |
| 1992 | トイズ Toys                                                                 | ベイカー                                         | | TBA                             |
| 1996 | 好きと言えなくて The Truth About Cats & Dogs                                | エド                                             | 神谷和夫 |                                 |
| 1996 | ファイト・マネー The Great White Hype                                       | ハッサン                                         | |                                 |
| 1997 | ダブル・デート Booty Call                                                   | バンズ                                           | |                                 |
| 1998 | ザ・プレイヤーズ The Players Club                                           | ブルー                                           | |                                 |
| 1999 | 砂漠でホールド・アップ! Held Up                                             | マイケル                                         | |                                 |
| 1999 | エニイ・ギブン・サンデー Any Given Sunday                                   | ウィリー・ビーメン                               | 檀臣幸（ソフト版） 森川智之（テレビ朝日版） 東地宏樹（日本テレビ版）                                                         |                                 |
| 2000 | ワイルド・チェイス Balt                                                     | アルビン・サンダース                             | |                                 |
| 2001 | ALI アリ Ali                                                                | ドリュー・バンディーニ・ブラウン                 | 長島雄一 |                                 |
| 2003 | シェイド Shade                                                              | ラリー・ジェニングス                             | 楠大典 |                                 |
| 2004 | クリップス Redemption: The Stan Tookie Williams Story                       | スタンリー・ウィリアムズ                         | てらそままさき |                                 |
| 2004 | 恋のトリセツ 別れ編 Breakin' All the Rules                                  | クインシー・ワトソン                             | 高木渉 |                                 |
| 2004 | コラテラル Collateral                                                       | マックス                                         | 高木渉 | アカデミー助演男優賞 ノミネート |
| 2004 | Ray/レイ Ray                                                                | レイ・チャールズ                                 | アカデミー主演男優賞 受賞 ゴールデングローブ賞 主演男優賞 (ミュージカル・コメディ部門) 受賞 英国アカデミー賞 主演男優賞 受賞 | 山路和弘                        |
| 2005 | ステルス Stealth                                                            | ヘンリー・パーセル                               | | 森川智之                        |
| 2005 | ジャーヘッド Jarhead                                                        | サイクス三等曹長                                 | 天田益男 |                                 |
| 2006 | マイアミ・バイス Miami Vice                                                 | リカルド・タブス                                 | 天田益男（ソフト版） 小山力也（テレビ東京版）                                                                                |                                 |
| 2006 | ドリームガールズ Dreamgirls                                                 | カーティス・テイラー・ジュニア                   | 咲野俊介 |                                 |
| 2007 | キングダム/見えざる敵 The Kingdom                                           | ロナルド・フルーリー                             | 高木渉 |                                 |
| 2009 | 路上のソリスト The Soloist                                                  | ナサニエル・エアーズ                             | 大塚明夫 |                                 |
| 2009 | 完全なる報復 Law Abiding Citizen                                            | ニック・ライス                                   | 藤原啓治 |                                 |
| 2010 | バレンタインデー Valentine's Day                                            | ケルヴィン・ムーア                               | 世古陽丸 |                                 |
| 2010 | 容疑者、ホアキン・フェニックス I'm Still Here                               | 本人                                             | （吹き替え版なし） |                                 |
| 2010 | デュー・デート 〜出産まであと5日!史上最悪のアメリカ横断〜 Due Date          | ダリル・ジョンソン                               | 楠大典 |                                 |
| 2011 | ブルー 初めての空へ Rio                                                     | ニコ                                             | 声の出演 | 山路和弘                        |
| 2011 | モンスター上司 Horrible Boses                                               | ディーン・“MF（マザー・ファッカー）”・ジョーンズ | | 志村知幸                        |
| 2012 | ジャンゴ 繋がれざる者 Django Unchained                                      | ジャンゴ                                         | 楠大典 |                                 |
| 2013 | ホワイトハウス・ダウン White House Down                                     | ジェームズ・ソーヤー大統領                       | 平田広明 |                                 |
| 2014 | ブルー2 トロピカル・アドベンチャー Rio 2                                    | ニコ                                             | 声の出演 | 山路和弘                        |
| 2014 | アメイジング・スパイダーマン2 The Amazing Spider-Man 2                      | マックス・ディロン / エレクトロ                  | | 中村獅童                        |
| 2014 | 荒野はつらいよ 〜アリゾナより愛をこめて〜 A Million Ways to Die in the West | ジャンゴ                                         | カメオ出演 | TBA                             |
| 2014 | モンスター上司2 Horrible Boses 2                                            | ディーン・“MF（マザー・ファッカー）”・ジョーンズ | | 志村知幸                        |
| 2014 | ANNIE/アニー Annie                                                          | ウィリアム・“ウィル”・スタックス                 | 中井和哉 |                                 |
| 2017 | スリープレス・ナイト Sleepless                                              | ヴィンセント・ダウンズ                           | 楠大典 |                                 |
| 2017 | ベイビー・ドライバー Baby Driver                                            | バッツ                                           | 江藤博樹 |                                 |
| 2018 | フッド: ザ・ビギニング Robin Hood                                           | ヤキヤ / ジョン                                  | 楠大典 |                                 |
| 2019 | 黒い司法 0%からの奇跡 Just Mercy                                            | ウォルター・マクミリアン                         | 江川央生 |                                 |
| 2020 | プロジェクト・パワー Project Power                                          | アート                                           | 楠大典 |                                 |
| 2020 | ソウルフル・ワールド Soul                                                   | ジョー・ガードナー                               | 声の出演 | 浜野謙太                        |
| 2021 | スパイダーマン:ノー・ウェイ・ホーム Spider-Man: No Way Home                 | マックス・ディロン / エレクトロ                  | | 中村獅童                        |
| 2022 | デイ・シフト Day Shift                                                      | バド・ヤブロンスキ                               | Netflixオリジナル映画 | 楠大典                          |
| 2023 | ゼイ・クローン・タイローン/俺たちクローン They Cloned Tyrone                | スリック・チャールズ                             | Netflixオリジナル映画 | 咲野俊介                        |
| 2023 | 眠りの地 The Burial                                                         | ウィリー・E・ゲイリー                            | Prime Videoオリジナル映画 | 楠大典                          |
| 2023 | スラムドッグス Strays                                                       | バグ                                             | 声の出演 | 森久保祥太郎                    |
| 2024 | 神は銃弾 God Is a Bullet                                                    | フェリーマン                                     | 兼製作総指揮 | 江川央生                        |
| 2025 | バック・イン・アクション Back in Action                                     | マット                                           | Netflixオリジナル映画 | 楠大典                          |
| 2025 | King Spawn                                                                  | アル・シモンズ / スポーン                        | ポストプロダクション |                                 |

### テレビ
| 年        | 題名                                                                          | 役名               | 備考                  |
| --------- | ----------------------------------------------------------------------------- | ------------------ | --------------------- |
| 1996-2001 | The Jamie Foxx Show                                                           | ジェイミー・キング | 計100話出演           |
| 2017      | White Famous                                                                  | 本人役             | 兼製作総指揮          |
| 2024      | ジェイミー・フォックスの何が起きたって... Jamie Foxx what had Happened was... | 本人               | Netflixスタンドアップ |
| TBA       | Dad Stop Embarrassing Me                                                      | TBA                | Netflixオリジナル     |